# آرتور ویشو
آرتور ویشو (فرانسوی: Arthur Vichot‎؛ زادهٔ ۲۶ نوامبر ۱۹۸۸) دوچرخه‌سوار اهل فرانسه است.
از باشگاه‌هایی که در آن رکاب زده‌است می‌توان به تیم دوچرخه‌سواری اف‌دی‌جی اشاره کرد.